# Tony Campbell
Anthony Campbell, detto Tony (Teaneck, 7 maggio 1962), è un ex cestista e allenatore di pallacanestro statunitense, professionista nella NBA.

## Carriera
È stato selezionato dai Detroit Pistons al primo giro del Draft NBA 1984 (20ª scelta assoluta).

## Statistiche

### College
| Anno      | Squadra             | PG  | PT | MP   | TC%  | 3P% | TL%  | RP  | AP  | PRP | SP  | PP   |
| --------- | ------------------- | --- | -- | ---- | ---- | --- | ---- | --- | --- | --- | --- | ---- |
| 1980-1981 | Ohio State Buckeyes | 14  | 0  | 3,9  | 41,7 | -   | 50,0 | 0,6 | 0,1 | 0,1 | 0,0 | 1,6  |
| 1981-1982 | Ohio State Buckeyes | 31  | 30 | 31,8 | 42,4 | -   | 79,8 | 5,0 | 1,3 | 1,0 | 0,4 | 12,8 |
| 1982-1983 | Ohio State Buckeyes | 30  | 30 | 37,4 | 50,3 | 0,0 | 79,9 | 8,3 | 1,4 | 1,3 | 0,5 | 19,0 |
| 1983-1984 | Ohio State Buckeyes | 29  | 29 | 37,8 | 51,3 | -   | 80,7 | 7,4 | 1,3 | 1,5 | 0,4 | 18,6 |
| Carriera  | Carriera            | 104 | 89 | 31,3 | 48,2 | 0,0 | 79,8 | 6,0 | 1,2 | 1,1 | 0,3 | 14,7 |

### NBA

#### Regular Season
| Anno      | Squadra             | PG  | PT  | MP   | TC%  | 3P%  | TL%  | RP  | AP  | PRP | SP  | PP   |
| --------- | ------------------- | --- | --- | ---- | ---- | ---- | ---- | --- | --- | --- | --- | ---- |
| 1984-1985 | Detroit Pistons     | 56  | 0   | 11,2 | 49,6 | 0,0  | 80,0 | 1,6 | 0,4 | 0,5 | 0,1 | 5,6  |
| 1985-1986 | Detroit Pistons     | 82  | 1   | 15,8 | 48,4 | 22,2 | 79,5 | 2,9 | 0,5 | 0,8 | 0,1 | 7,9  |
| 1986-1987 | Detroit Pistons     | 40  | 0   | 8,3  | 39,3 | 0,0  | 61,5 | 1,5 | 0,5 | 0,3 | 0,0 | 3,5  |
| 1987-1988 | L.A. Lakers         | 13  | 1   | 18,6 | 56,4 | 33,3 | 71,8 | 2,1 | 1,2 | 0,8 | 0,2 | 11,0 |
| 1988-1989 | L.A. Lakers         | 63  | 2   | 12,5 | 45,8 | 9,5  | 84,3 | 2,1 | 0,7 | 0,6 | 0,1 | 6,2  |
| 1989-1990 | Minnesota T'wolves  | 82  | 81  | 38,6 | 45,7 | 16,7 | 78,7 | 5,5 | 2,6 | 1,4 | 0,4 | 23,2 |
| 1990-1991 | Minnesota T'wolves  | 77  | 71  | 37,6 | 43,4 | 26,2 | 80,3 | 4,5 | 2,8 | 1,6 | 0,6 | 21,8 |
| 1991-1992 | Minnesota T'wolves  | 78  | 41  | 31,3 | 46,4 | 35,1 | 80,3 | 3,7 | 2,9 | 1,1 | 0,4 | 16,8 |
| 1992-1993 | N.Y. Knicks         | 58  | 13  | 18,3 | 49,0 | 40,0 | 67,8 | 2,7 | 1,1 | 0,6 | 0,1 | 7,7  |
| 1993-1994 | N.Y. Knicks         | 22  | 11  | 17,2 | 49,2 | 33,3 | 81,1 | 2,7 | 1,4 | 0,9 | 0,0 | 7,1  |
| 1993-1994 | Dallas Mavericks    | 41  | 3   | 20,4 | 42,7 | 24,0 | 77,1 | 3,1 | 1,2 | 0,7 | 0,3 | 9,7  |
| 1994-1995 | Cleveland Cavaliers | 78  | 0   | 14,5 | 41,1 | 35,7 | 83,0 | 2,0 | 0,9 | 0,4 | 0,1 | 6,0  |
| Carriera  | Carriera            | 690 | 224 | 22,0 | 45,6 | 25,4 | 79,0 | 3,1 | 1,5 | 0,8 | 0,2 | 11,6 |

#### Playoffs
| Anno     | Squadra             | PG | PT | MP   | TC%  | 3P%  | TL%  | RP  | AP  | PRP | SP  | PP  |
| -------- | ------------------- | -- | -- | ---- | ---- | ---- | ---- | --- | --- | --- | --- | --- |
| 1985     | Detroit Pistons     | 2  | 0  | 4,5  | 33,3 | -    | -    | 1,0 | 0,5 | 0,0 | 0,0 | 1,0 |
| 1986     | Detroit Pistons     | 2  | 0  | 8,0  | 40,0 | -    | 50,0 | 1,0 | 0,0 | 0,0 | 0,0 | 4,5 |
| 1987     | Detroit Pistons     | 4  | 0  | 3,3  | 50,0 | 100  | 100  | 1,3 | 0,0 | 0,0 | 0,0 | 2,3 |
| 1988     | L.A. Lakers         | 15 | 0  | 6,3  | 42,9 | 0,0  | 68,8 | 0,7 | 0,3 | 0,2 | 0,0 | 3,1 |
| 1989     | L.A. Lakers         | 9  | 1  | 11,8 | 61,3 | 50,0 | 72,7 | 1,3 | 0,7 | 0,3 | 0,0 | 6,2 |
| 1993     | N.Y. Knicks         | 2  | 0  | 16,5 | 40,0 | 0,0  | 75,0 | 2,0 | 1,0 | 0,5 | 0,0 | 7,0 |
| 1995     | Cleveland Cavaliers | 4  | 0  | 9,3  | 42,9 | 50,0 | 83,3 | 0,5 | 0,3 | 0,3 | 0,3 | 5,8 |
| Carriera | Carriera            | 38 | 1  | 8,1  | 47,4 | 44,4 | 74,2 | 1,0 | 0,4 | 0,2 | 0,0 | 4,2 |

## Palmarès
- CBA Newcomer of the Year (1988)
- All-CBA First Team (1988)
- Migliore nella percentuale di tiro CBA (1988)
- Miglior tiratore di liberi CBA (1988)
- Campionato NBA: 1

Los Angeles Lakers: 1988